# Tuhrina
Tuhrina este o comună slovacă, aflată în districtul Prešov din regiunea Prešov. Localitatea se află la altitudinea de 490 m deasupra n.m., se întinde pe o suprafață de 13,26 km2 și în 2017 număra 493 de locuitori.

## Istoric
Localitatea Tuhrina este atestată documentar din 1397.

## Demografie
| An:                | 1994 | 2004    | 2014   | 2024    |
| ------------------ | ---- | ------- | ------ | ------- |
| Număr de persoane: | 381  | 435     | 471    | 554     |
| Diferență:         |      | +14,17% | +8,27% | +17,62% |

| An:                | 2023 | 2024   |
| ------------------ | ---- | ------ |
| Număr de persoane: | 551  | 554    |
| Diferență:         |      | +0,54% |